# Masada (catch)
Pour les articles homonymes, voir Masada (homonymie).
Brigham Paul Doane  (né le 16 juin 1981), plus connu sous son nom de ring Masada, est un  catcheur américain. Il est surtout connu pour son travail à la Ring of Honor (ROH), la Combat Zone Wrestling (CZW), la Westside Xtreme Wrestling (wXw), la Full Impact Pro (FIP), la NWA Wildside et ses tournées avec la Big Japan Pro Wrestling (BJW). Il a également participé à des matchs pour la World Wrestling Entertainment (WWE), la Total Nonstop Action Wrestling (TNA) et Game Chager Wrestling (GCW). 
Masada est un ancien champion du monde poids lourd CZW, qu'il a tenu en même temps que le championnat CZW Ultraviolent Underground . 

## Carrière
Doane est entraîné par Rudy Boy Gonzalez et Shawn Michaels à la Texas Wrestling Academy. Son père est propriétaire d'une fédération au Texas et avait un accord avec Rudy Boy Gonzales afin qu'il puisse diriger des spectacles conjointement avec eux[réf. nécessaire]. Il commence sa carrière professionnelle en faisant ses débuts à la Coastalase States Wrestling Alliance (CSWA) avant de rejoindre le Ring of Honor en tant que membre de The Carnage Crew avec HC Loc, DeVito et plus tard Justin Credible et se battent ensemble dans de nombreux matchs par équipe. Lors de At Our Best, Masada et le reste de The Carnage Crew (accompagné de Dusty Rhodes) remportent la deuxième Scramble Cage dans l'événement principal contre l'équipe Special K, contre laquelle The Carnage Crew est en rivalité. Cependant, la célébration de victoire dans les vestiaires est de courte durée parce qu'il est découvert que quelqu'un a déféqué dans les sacs de Loc et DeVito. 
Deux mois plus tard, lors de Generation Next, il est révélé que Masada et son nouveau partenaire Danny Daniels sont responsables des transgressions. Cette nuit-là, Daniels et lui forment une équipe appelée The New and Improved Carnage Crew et battent le Carnage Crew original. Cette nouvelle équipe laisse Loc et DeVito perplexe et ils se demandent pourquoi Masada les a trahi et pourquoi Daniel a une dent contre eux. Le Carnage Crew veut se venger, mais DeVito se blesse et a dit à Loc d'attendre qu'il revienne pour déverser sa colère. Pendant ce temps, Masada et Daniels enchaînent les succès en tant qu'équipe. Lors de Reborn: Achèvement, après le retour de DeVito, The Carnage Crew bat The New and Improved Carnage Crew pour les droits d'utiliser le nom de Carnage Crew dans ce qui s'est avéré être le dernier match de Masada à la ROH avant un long moment. 
Masada catch également à la BJW, en entrant en feud avec Ryuji Ito. 
Masada travaille pour d'autres fédération en même temps qu'à la ROH. Il acombat aux côtés de Jared Steele et Delirious contre 3 Live Kru dans un dark match pour TNA ainsi que contre Maven lors de WWE Heat . Masada travaille également pour IWA Mid-South, Full Impact Pro et NWA Wildside, où il remporte le championnat par équipe avec Todd Sexton. 
Le 25 décembre 2008, Masada participe à un deathmatch extrêmement sanglant impliquant des lames de rasoir contre Jun Kasai pour l'Apache Pro-Wrestling. Il lutte à l'IWA Mid-South King of the Deathmatches 2009, remportant le tournoi en affrontant Necro Butcher, Thumbtack Jack et Dysfunction en finale. Il participe au CZW Tournament of Death: Rewind mais perd contre Thumbtack Jack en finale. 
Le 22 août 2010 à Austin, au Texa, MASADA défend le championnat du monde de l'Anarchy Championship Wrestling contre Jerry Lynn. Après près de deux ans de règne, MASADA perd ce titre face à Matthew Palmer lors du ACW Guilty by Association 6 dans un Scaffold Match. 
Le 25 juin 2011, Masada est le deuxième catcheur, après Necro Butcher, à remporter à la fois le King of the Deathmatches de l'IWA-MS et le Tournament of Death de la CZW. 
Le 9 juillet 2011, Masada bat Danny Havoc pour le championnat CZW Ultraviolent Underground. Le 10 mars 2012, Masada remporte le Championnat du monde des poids lourds CZW après avoir vaincu le champion Scotty Vortekz, DJ Hyde et Devon Moore lors d'un match à quatre. Le 23 juin 2012, Massada bat Drake Younger pour remporter le Tournament of Death. Par cette victoire, Masada devient le catcheur qui remporte le plus de tournois consécutifs. Le 10 août 2013, Masada perd le Championnat du monde des poids lourds CZW face à Drew Gulak. 
Le 9 janvier 2016, Masada retourne à la Ring of Honor et défie sans succès Roderick Strong pour le Championnat du monde de télévision ROH. 

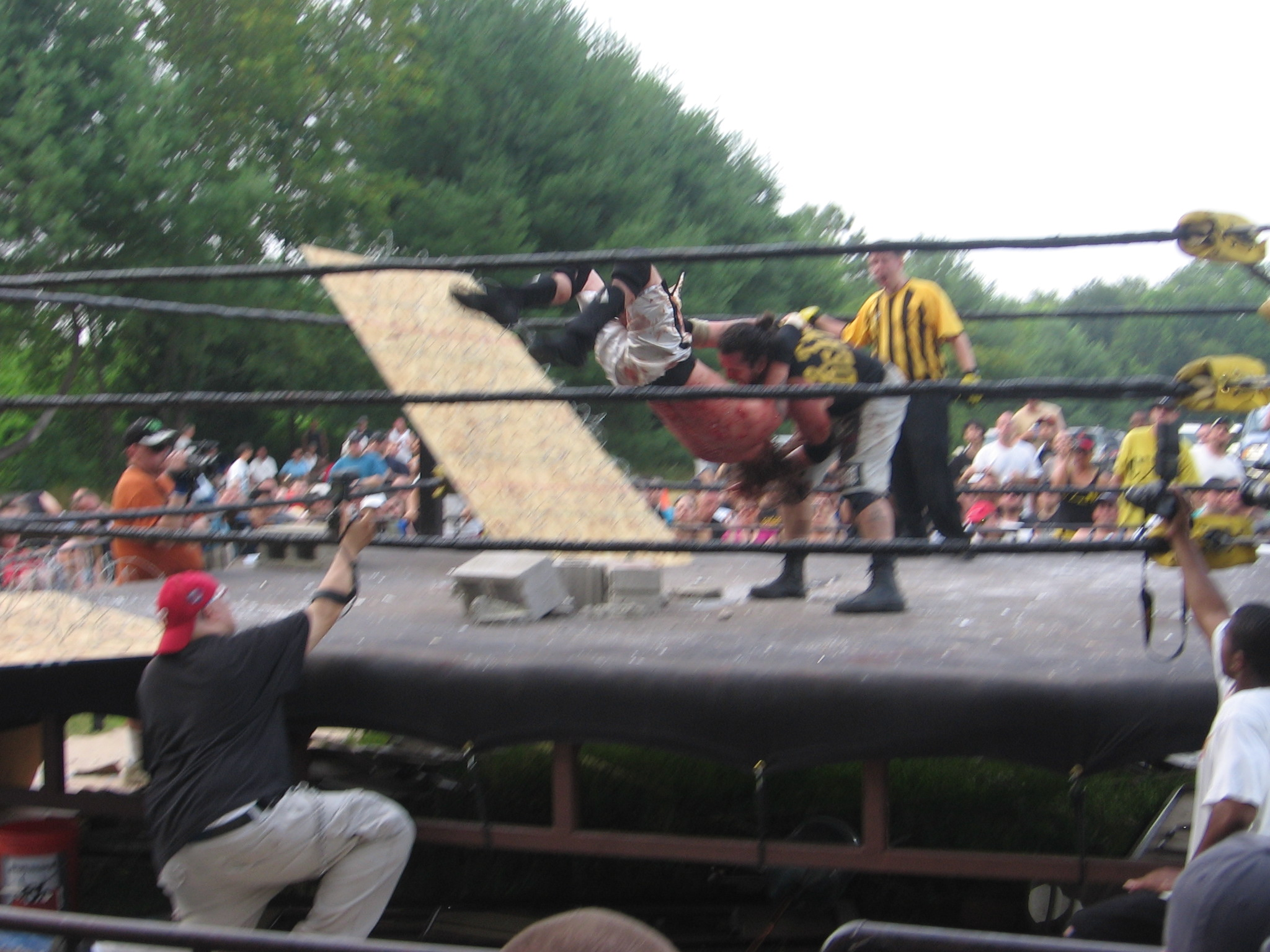
Masada pourtant un bodyslam sur Scotty Vortekz sur des parpaings.

## Palmarès
- Anarchy Championship Wrestling (en)
  - ACW Heavyweight Championship (1 fois)
  - ACW Tag Team Championship (1 fois) - avec Killah Kash[5]
  - ACW World Hardcore Championship (1 fois)
  - 9th Annual Lone Star Classic (2014)[6]
- Combat Zone Wrestling
  - CZW Ultraviolent Underground Championship (en) (1 fois)[N 1]
  - CZW World Heavyweight Championship (1 fois)
  - Vainqueur du Tournament of Death X (2011)
  - Vainqueur du Tournament of Death XI (2012)
  - Vainqueur du Tournament of Death: Europe (2012)
- Extreme Texas Wrestling
  - ETW Heavyweight Championship (1 fois)[7]
- Freedoms
  - Pain Limit (2010)
- Game Changer Wrestling (en)
  - Vainqueur du Nick Gage Invitational Ultraviolent Tournament (2015)[8]
- Heavy Metal Wrestling
  - HMW Bexar Knuckles Championship (1 fois)[9]
  - Vainqueur du HMW Bexar Knuckles Championship Tournament (2019)
- IWA Mid-South (en)
  - Vainqueur du IWA Mid-South King of the Deathmatch (en) (2009)
- NWA Wildside (en)
  - Vainqueur du NWA Wildside Tag Team Championship (en) (1 fois) - avec Todd Sexton[10]
- Pro Wrestling Illustrated
  - Classé 94e au classement des 500 meilleurs catcheurs en 2013[11]
- River City Wrestling
  - RCW Heavyweight Championship (1 fois)[12]
  - RCW International Championship (1 fois)
- XCW Wrestling
  - XCW Heavyweight Championship (1 fois)[13]
  - Vainqueur du Battle Box 8 en 2007[13]